# Ribavirin
Ribavirín je sintetični nukleozid, podoben gvanozinu, ki deluje kot širokospektralni virustatik. Uporablja se za zdravljenje različnih virusnih okužb, na primer kroničnega hepatitisa C (v kombinaciji z drugimi učinkovinami), hudega akutnega respiratornega sindroma (sars), virusnih hemoragičnih mrzlic, gripe in okužb z respiratornim sincicijskim virusom.

## Uporaba
Ribavirin se uporablja primarno za zdravljenje hepatitisa C in kot zdravilo sirota za zdravljenje virusnih hemoragičnih mrzlic.
Pri zdravljenju kroničnega hepatitisa C se uporablja peroralno v kombinaciji z drugimi protivirusnimi zdravili, na primer s pegiliranim interferonom alfa. Novejše kombinacije za zdravljenje hepatitisa C so na primer ribavirin + pegilirani interferon alfa + sofosbuvir, ribavirin + sofosbuvir, ribavirin + pegilirani interferon alfa + simeprevir. Monoterapija z ribavirinom se pri okužbi z virusom hepatitisa C ne uporablja. Pri številnih hemoragičnih mrzlicah, vključno z vročico Lassa, krimsko-kongoško hemoragično mrzlico in venezuelsko hemoragično mrzlico, in pri okužbah s hantavirusi je ribavirin v intravenski obliki edino poznano zdravilo, čeprav so tudi pri ribavirinu podatki o učinkovitosti skromni in zdravilo morda pomaga le v zgodnjih stadijih bolezni.
Ribavirin v obliki aerosola so v preteklosti uporabljali za zdravljenje bolezni pri otrocih, ki jih povzroča okužba z respiratornim sincicijskim virusom, čeprav so dokazi o učinkovitosti šibki. V kombinaciji s ketaminom, midazolamom in amantadinom so ga uporabljali tudi pri zdravljenju stekline.

## Mehanizem delovanja
Ribavirin je sintetični nukleozidni analog, ki je pokazal aktivnost proti nekaterim RNK- in DNK-virusom in vitro. Mehanizem delovanja ni pojasnjen.  Kužnost virusa hepatitisa C zmanjšuje v odvisnosti od odmerka. Predlaganih je več mehanizmov, ki naj bi doprinesli k njegovi učinkovitosti, med drugim zaviranje RNK-polimeraze, povzročanja mutacij v virusni RNK, vpliv na telesu lastne citokine ...

## Odmerjanje
Pri zdravljenju hepatitusa C se odmerek ribavirina določi glede na telesno maso:
| Telesna masa | odmerek |
| ------------ | ------- |
| < 65 kg      | 800 mg  |
| 65–80 kg     | 1000 mg |
| 81–105 kg    | 1200 mg |
| > 105 kg     | 1400 mg |